# جيفري أي. لانديس
جيفري أي. لانديس (بالإنجليزية: Geoffrey A. Landis) (28 مايو 1955، ديترويت في الولايات المتحدة - ) روائي أمريكي، حاصل على جائزة هوغو لأفضل قصة قصيرة عن «نزهة في الشمس» في العام 1992.